# Der Frechdachs
Der Frechdachs ist eine deutsche Filmkomödie aus dem Jahre 1932 von Carl Boese und Heinz Hille mit Willy Fritsch, Ralph Arthur Roberts und Camilla Horn in den Hauptrollen. Der Geschichte liegt das Lustspiel Pour avoir Adrienne von Louis Verneuil zugrunde.

## Handlung
Trotz seiner beträchtlichen Jahre, die er bereits auf dem Buckel hat, ist der Pariser Architekt Adolphe Ménard ein ziemlicher Schwerenöter, der, obwohl verheiratet, nichts anbrennen lässt. Seine nächste Eroberung, die er zu machen gedenkt, ist eine Künstlerin – als solche wird sie zumindest im Telefonbuch geführt – namens Loulou Gazelle. Die hat er in einer Tanzbar namens „Silberner Affe“, kennen gelernt. Hier kennt man Adolphe offensichtlich als Stammkunden, denn die jungen Dämchen begrüßen ihn nur mit „Baby“. Da Ménard zu allem Unglück den Hochzeitstag mit seiner Frau Alice vergessen hat, nimmt er sie kurzerhand in die Lokalität mit, um den Freudentag nachzufeiern. An dem vorbestellten Tisch hat sich bereits ein junger Mann niedergelassen, der bei Ankunft von Monsieur und Madame sogleich seinen Platz räumt. Während der Architekt seinen alten, schlechten Gewohnheiten nachgeht und mit den Frauen des „silbernen Affen“ zu tanzen und zu schäkern beginnt, bleibt Alice mal wieder allein zurück. Der junge Mann von vorhin sieht sofort, dass Adolphe seine hübsche, junge Gattin sträflich vernachlässigt und beginnt nun seinerseits als Frechdachs, der er ist, mit Alice, die ihm ausnehmend gut gefällt, zu flirten. Später begleitet er Madame Ménard nach Hause und „stiehlt“ ihr sogar einen Kuss. Zum Abschluss dieses merkwürdigen Abends erklärt der Frechdachs schließlich, dass er Alice heiraten wolle.
Am darauf folgenden Tag wird der unbekannte Fremde zufällig Zeuge eines Telefonats zwischen Adolphe und jener Loulou, die ihrem Liebhaber erklärt, dass sie sich ihm zuliebe von ihrem Geliebten Henri Latour getrennt habe. Der Frechdachs nutzt diese Gelegenheit schamlos aus und stellt sich nunmehr Ménard als eben jener Latour vor. Er besitzt sogar die Impertinenz, dem untreuen Ménard mit einem Skandal zu drohen, sollte dieser ihn, den falschen Latour, nicht als seinen neuen Sekretär einstellen. Dann taucht aber der echte Henri Latour auf, eine ziemlich miese Type, die ihren Lebensunterhalt mit Erpressungen verdient, in deren Mittelpunkt gefälschte, kompromittierende Briefe stehen. Mit dieser Masche landet der echte Latour prompt bei Ménards neuem Sekretär, dem falschen Latour, der dem Erpresser einen solchen Brief abkauft. Der Frechdachs arrangiert eine gemeinsame Reise seines Chefs Adolphe mit Loulou nach Cap Fréhel, um endlich die verworrenen Verhältnisse zu klären. An diesem Ort treffen kurz darauf auch er, Alice und der echte Latour ein. Bald ist die Verwirrung groß, als der echte Latour ständig mit dem falschen Latour verwechselt wird. Die Konfusion klärt sich erst dann auf, als bei der Abreise in Alices Anwesenheit der Erpresser Latour Ménard persönlich weitere kompromittierende Briefe zum Kauf anbietet. Wieder daheim in Paris, erhält der Frechdachs Besuch von seiner neuen Wirtschafterin: Es ist Alice, die sich von ihrem treulosen Gatten getrennt hat.

## Produktionsnotizen
Der Frechdachs entstand in den UFA-Ateliers von Neubabelsberg zwischen dem 25. Januar und dem 12. März 1932. Der Film wurde am 29. April 1932 in Berlins Gloria-Palast uraufgeführt.
Produzent Alfred Zeisler übernahm auch die Produktionsleitung. Die musikalische Bearbeitung der Kompositionen von Stephan Samek lag in den Händen von Hans-Otto Borgmann. Es spielte das UFA-Jazz-Orchester. Willi A. Herrmann und Herbert Lippschitz schufen die Filmbauten. 
Von dem Film wurde parallel auch eine französische Fassung hergestellt. Sie hieß Vous serez ma femme und hatte Roger Tréville in der Fritsch-Rolle. Als Dialogregisseur an der Seite der beiden deutschen Regisseure wirkte der Franzose Serge de Poligny.

## Musiktitel
Folgende in der Ufaton-Verlags GmbH Berlin vertriebenen Musiktitel wurden gespielt:
- Stundenlang – Tagelang (Odeon, O-11625 b)
- Was ist denn dabei, wenn man leicht verliebt? (Odeon, O-11625 a)

Die Liedtexte schrieb Rudolf Bernauer. Interpret beider Titel war Willy Fritsch.

## Kritiken
Die Wiener Zeitung befand: „Die Zusammensetzung des Ensembles gibt schon im vorhinein die Versicherung, was man zu erwarten hat; Ufa-Tonfilme dieser Art sind immer „liebenswürdig“, „sympathisch“, „draufgängerisch“, kurz, sie haben alle Vorzüge, die früher der entzückende deutsche Familienschwank besaß. (…) Der Regisseur sorgt für alles ausgezeichnet: Tempo, Bilder, Schönheit, Humor. Man lacht sogar.“
Die Österreichische Film-Zeitung schrieb: „In dem lustigen, sehr gelungenen neuen Film der UFA, „Der Frechdachs“, hat Willy Fritsch eine für ihn ganz neuartige Rolle. Er spielt einen liebenswürdigen jungen Mann … der in seinem Bestreben, Hand und Herz einer von ihrem Manne vernachlässigten jungen Frau zu gewinnen, kühn bis zur Frechheit wird, ohne jemals die Geschmackslinie … zu verletzen. (…) Neben Willy Fritsch trägt der drollige Ehemann, Ménard, … den Ralph Arthur Roberts verkörpert, einen Hauptteil zur Unterhaltung des Publikums mit seinen Mätzchen und Spässen bei.“